# Галкін Іван Микитович
Галкін Іван Микитович (8 березня 1924—1969) — учасник Радянсько-німецької війни, командир відділення 6-ї роти 2-го стр. батальйону 212-го гвардійського стрілецького полку 75-ї Бахмацької двічі Червонозоряної ордена Суворова гвардійської стрілецької дивізії 30-го стрілецького корпусу 60-ї Армії Центрального фронту, Герой Радянського Союзу (17.10.1943), гвардії сержант.

## Біографія
Народився 8 березня 1924 року у селі (зараз місто) Харабалі Астраханської області, РФ.
З 4 вересня 1943 року командир відділення 6-ї роти 2-го стрілецького батальйону 212-го гвардійського полку 75-ї Бахмацької двічі Червонозоряної ордена Суворова гвардійської стрілецької дивізії.
Особливо відзначився при форсуванні ріки Дніпро північніше Києва восени 1943 року, у боях при захопленні та утриманні плацдарму на правому березі Дніпра в районі сіл Глібівка та Ясногородка (Вишгородський район Київської області). 23 вересня 1943 року у складі взводу молодшого лейтенанта Г. Г. Яржина форсував Дніпро в районі села Ясногородка Вишгородського району Київської області. Брав участь у захопленні пароплава «Миколаїв» і баржі з військово-інженерним вантажем.
Указом Президії Верховної Ради СРСР від 17 жовтня 1943 року за мужність і героїзм проявлені при форсуванні Дніпра і утриманні плацдарму гвардії сержанту Галкіну Івану Микитовичу присвоєне звання Героя Радянського Союзу з врученням ордена Леніна і медалі «Золота Зірка».
Після війни демобілізувався, жив та працював на батьківщині в м. Харабалі Астраханської області. Помер в 1969 році, похований в м. Харабалі.

## Нагороди
- медаль «Золота Зірка» № 8888 Героя Радянського Союзу (17 жовтня 1943)
- Орден Леніна
- Медалі

## Пам'ять
- На батьківщині Героя в м. Харабалі Астраханської областї у міському саду встановлено його бюст.
- В навчальному центрі Сухопутних військ Збройних сил Україны «Десна» встановлено бюст Героя.